# 가와카미 미에코
가와카미 미에코(川上 未映子, 1976년 8월 29일~)는 일본의 소설가이자 시인, 가수, 배우이다. 음악 활동 시에는 미에코(未映子)라는 이름을 사용하고 있다.
오사카부 오사카시에서 태어나고 자랐다. 2002년 음반 《집으로 돌아가자~FREE FLOWERS~》로 가수 데뷔를 했으나, 별다른 인기를 얻지 못했다. 2008년 단편 소설 《젖과 알》로 아쿠타가와 류노스케 상을 수상하면서 이름을 알리기 시작했다. 2009년 영화 판도라의 상자로 키네마 준보 신인여우상을 수상했다.